# Village-rue

Exemple simplifié de village-rue avec une bifurcation.

Le terme de village-rue désigne un type d’habitat rural groupé. Il s'agit d’une agglomération dont les constructions se succèdent de part et d'autre d'une rue unique.

## Caractérisation

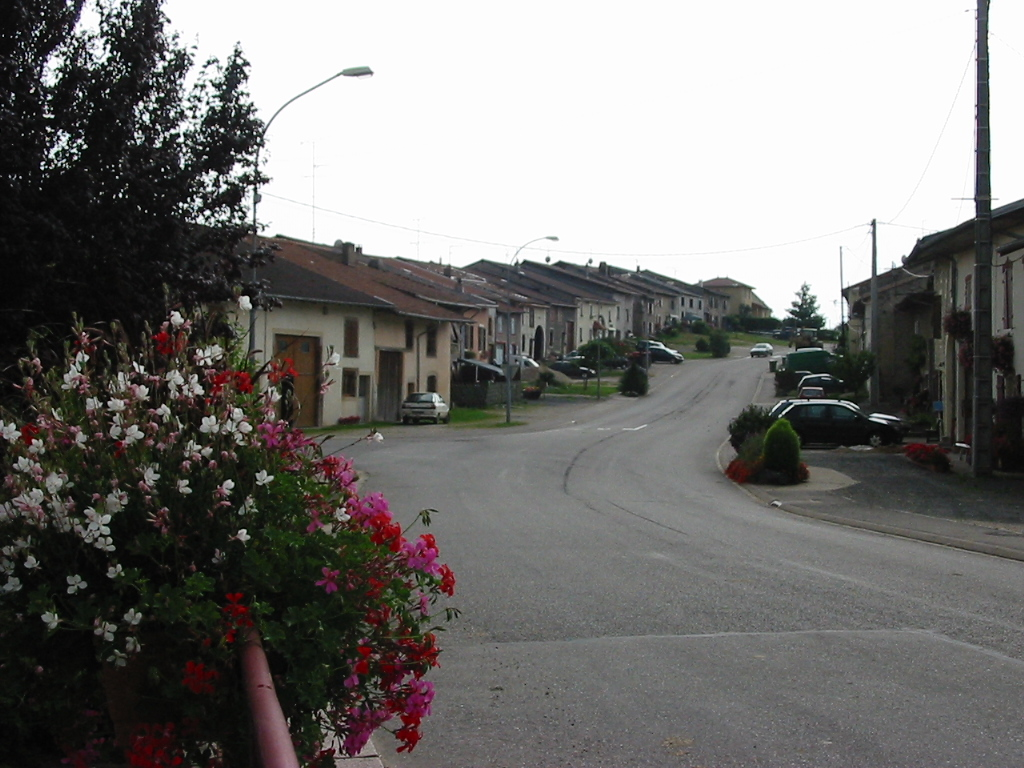
Fraimbois, village-rue typique de Lorraine

Cette caractérisation de l'habitat rural tire son origine de la Siedlungsgeographie (géographie des peuplements) des Allemands August Meitzen et Adolf Helbok. Ces auteurs ont les premiers distingué dans l'habitat groupé :
- les villages-tas : Haufendorf, et les villages en cercle (Runddorf) ;
- les villages en arc, ou « linéaires » (Hufendorf), qu'ils se soient constitués autour d'une forêt (Waldhufendorf) ou d'étangs marécageux (Marschhufendorf) ;
- et les villages-rue (Strassendorf) proprement dits.

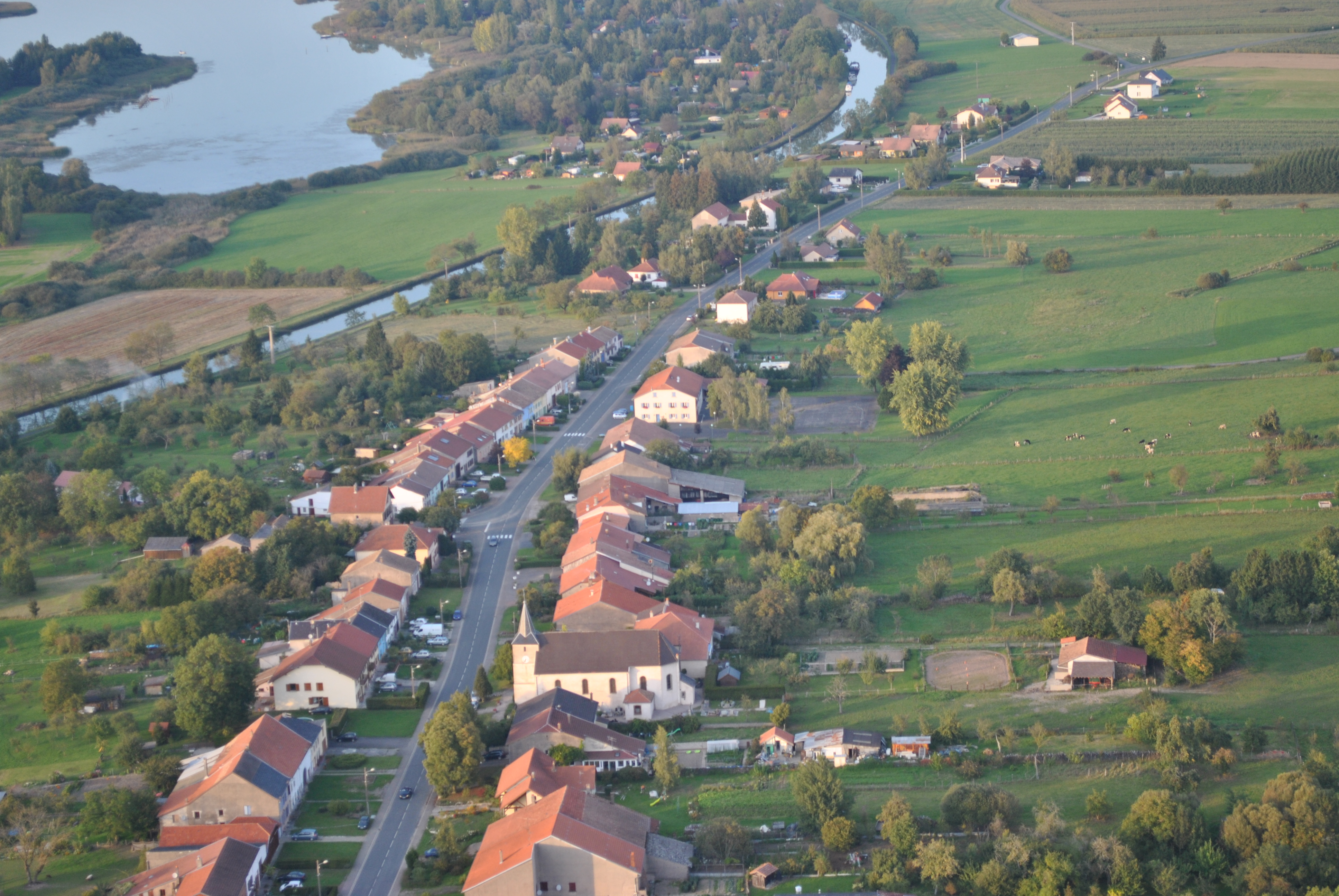
Vue aérienne de Diane-Capelle, en Lorraine.

Les historiens et géographes français de la première moitié du XXe siècle (Demangeon, Bloch, Vidal de La Blache) préféraient, quant à eux, insister sur les paysages où ils distinguaient les structures de bocage de celles d’open field.
L'organisation des villages-rue est le fait d'une agglomération progressive de maisons ou de fermes dont les propriétaires cherchaient à bénéficier à la fois d'une ouverture sur la route principale et d'un accès direct à leur propriété agricole. C'est pour cette raison que le parcellaire de ces communes est généralement structuré perpendiculairement à la rue et constitué de longues bandes étroites, de la largeur de l'habitation.
Ce type de village est très courant dans certaines régions canadiennes (Québec et Nouveau-Brunswick), en France (Champagne-Ardenne, Lorraine et Sundgau alsacien, Nord-Pas-de-Calais), ainsi que dans les pays en voie de développement comme en Afrique subsaharienne.